# Ralph Fults
Ralph Smith Fults est né le 23 janvier 1911 à Anna au Texas, et est décédé le 16 mars 1993 à Dallas également au Texas. Ce criminel américain est connu pour avoir été membre du gang Barrow, dirigé par Bonnie et Clyde.

## Biographie

### Carrière criminelle
Fults a été arrêté pour la première fois en 1925, à l'âge de 14 ans pour avoir volé des marchandises. Une semaine après son arrestation et alors que le shérif de la ville était à la foire du comté, Fults a organisé avec les autres prisonniers une évasion collective. Rapidement repris et réincarcéré, cette fois à Gatesville, Fults s'en est également évadé le 16 avril 1927. 
En 1930, Ralph Fults a rencontré Clyde Barrow lors d'un voyage dans un wagon pénitentiare les conduisant tous deux à la ferme-prison d'Eastham à Huntsville au Texas. Durant leur incarcération, les deux détenus ont commencé à planifier un raid sur la ferme, pour libérer les autres détenus qu'ils prévoyaient de réaliser à leur libération. Durant son incarcération, Fults a également aidé Raymond Hamilton à s'évader en lui transmettant des lames de scies à métaux.
Il s'est lui-même évadé le 22 mars 1932 et, avec Bonnie et Clyde ainsi que Raymond Hamilton, ils ont tenté de dévaliser une quincaillerie à Mabank au Texas avant de s'enfuir en voiture mais, en fuyant, leur véhicule s'est embourbé. Clyde Barrow et Raymond Hamilton réussissent à s'enfuir mais Bonnie Parker et Ralph Fults sont tous deux arrêtés. Le 11 mai 1932, Fults est condamné à 10 ans de prison mais, le 10 janvier 1935, il est gracié par Miriam Ferguson, gouverneur du Texas. 
Peu de temps après, Fults rejoint Raymond Hamilton (qui a depuis quitté le gang Barrow) et, ensemble, ils commettent des vols d'armes, de voitures, de nourriture et de banques dans de plusieurs États du Sud des États-Unis (Oklahoma, Texas, Mississippi (État)). Le 27 mars 1935, Fults et Hamilton commettent leur dernière action criminelle ensemble en braquant une banque de Prentiss, dans le Mississippi (État). 
À la suite de ce braquage, les deux complices se séparent, Raymond Hamilton se rendant à Louisville dans le Kentucky et Ralph Fults au Texas. Le 5 avril 1935, Raymond Hamilton est arrêté seul à Fort Worth (il sera exécuté par la chaise électrique le 10 mai 1935) et le 12 avril, Fults vole une voiture à Dallas, au Texas. 
Le 17 avril 1935, Ralph Fults est finalement arrêté au Texas par la police du comté de Denton et incarcéré à la prison de Huntsville avant d'être extradé vers le Mississippi pour y être jugé. 
En septembre 1935, Fults est reconnu coupable de braquages de banque et condamné à 50 ans d'emprisonnement.
Durant son incarcération, Fults a été placé en cellule d'isolement pour avoir organisé une grève des prisonniers mais a malgré tout été gracié en 1944.

### Vie après l'emprisonnement
Devenu agent de sécurité dans un orphelinat après sa libération, il s'est converti au Christianisme et a, dans le cadre de son emploi, fait de la prévention auprès des enfants en leur expliquant les dangers d'une vie criminelle. 
En 1960, Ralph Fults a participé à la création d'une émission de télévision locale intitulée "Confession". Dans cette émission Fults et des représentants du Texas State Board of Pardons and Paroles et du système pénitentiaire de l'État discutent avec des hommes d'affaires, d'anciens détenus et des avocats des possibilités de (ré)insertion dans le monde du travail des anciens détenus des prisons texanes.
Ralph Fults est décédé le 16 mars 1993 à 82 ans à Dallas, au Texas.